# Maxine Singer
Maxine Singer, (nata Frank) (New York, 15 febbraio 1931 – Washington, 9 luglio 2024), è stata una biologa molecolare e amministratrice scientifica statunitense, nota per i suoi contributi alla risoluzione del codice genetico, per il suo ruolo nei dibattiti etici e normativi sulle tecniche del DNA ricombinante (inclusa l'organizzazione della Conferenza Asilomar sul DNA ricombinante) e per la sua leadership della Carnegie Institution di Washington.
Nel 2002 la rivista Discover la riconobbe come una delle 50 donne più importanti nel campo della scienza.

## Biografia
Maxine Frank nacque il 15 febbraio 1931 a New York, figlia di Henrietta, una casalinga, e di Hyman Frank, un avvocato. 
Dopo aver frequentato la Midwood High School di Brooklyn, si laureò in chimica e in biologia allo Swarthmore College. Ottenne quindi un dottorato di ricerca nel 1957 presso l'Università di Yale, facendo ricerca sulla chimica delle proteine sotto la guida di Joseph Fruton.

## Carriera
Dopo la laurea, Fruton la incoraggiò a specializzarsi in acidi nucleici e nel 1956 entrò a far parte del Laboratorio di Biochimica di Leon Heppel presso il National Institutes of Health. Diresse quindi vari gruppi di ricerca biochimica come capo del laboratorio di biochimica presso l'Istituto Nazionale dei Tumori tra il 1980 e il 1987.
Sulla scia del rapporto del 1973 sul primo uso di tecniche di DNA ricombinante per introdurre geni da una specie all'altra, Singer fu tra i primi a richiamare l'attenzione sui possibili rischi dell'ingegneria genetica. Fu presidente della Gordon Conference on Nucleic Acids del 1973, dove furono discussi i possibili rischi per la salute pubblica della tecnica, e contribuì a organizzare la Conferenza di Asilomar del 1975 sul DNA ricombinante che portò a linee guida per affrontare i rischi in gran parte sconosciuti della tecnica.
Singer venne eletta membro dell'American Academy of Arts and Sciences nel 1978. Nel 1988 diventò presidente della Carnegie Institution di Washington, incarico ricoperto fino al 2002. Fu quindi eletta all'American Philosophical Society nel 1990 e nel 1992 Singer ricevette la National Medal of Science "per i suoi eccezionali risultati scientifici e la sua profonda preoccupazione per la responsabilità sociale dello scienziato". Fu la prima donna a ricevere il Vannevar Bush Award nel 1999. Nel 2007 fu insignita della Public Welfare Medal dalla National Academy of Sciences.

### Contributi alla ricerca
Singer diede importanti contributi ai campi della biochimica e della biologia molecolare. La sua ricerca con Leon Heppel sul ruolo degli enzimi regolatori della sintesi degli acidi nucleici contribuì ad aiutare Marshall Nirenberg e Heinrick Matthaei a decifrare il codice genetico. Studiarono la polinucleotide fosforilasi, un enzima capace di unire singoli nucleotidi in sequenze di RNA casuali. Studiarono le composizioni di base di questi polinucleotidi utilizzando l'elettroforesi e la cromatografia su carta, permettendo loro di capire come l'enzima catalizzi la loro sintesi. Questi esperimenti permisero di creare una libreria di filamenti di RNA artificiali con sequenze definite, come una molecola composta da sole triplette di uracile codificante per la fenilalanina. Questi polinucleotidi artificiali furono utilizzati da Nirenberg per sostenere l'ipotesi che l'RNA svolga un ruolo chiave nella sintesi delle proteine utilizzando le informazioni provenienti dal DNA. Le sequenze di RNA prodotte da Singer furono utilizzate per abbinare ciascuno dei venti amminoacidi a una diversa tripletta nucleotidica di RNA.

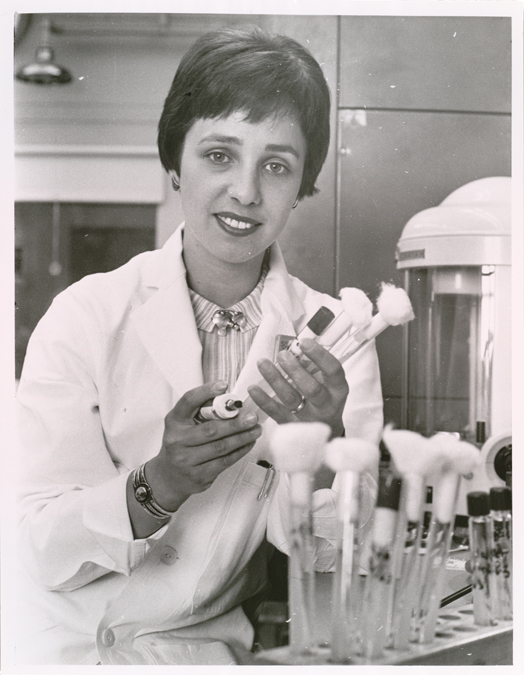
Singer nel 1956

La ricerca di Singer incluse anche lo studio della struttura della cromatina e della ricombinazione genetica dei virus. Durante il periodo come capo del Laboratorio di Biochimica presso il National Cancer Institute negli anni '80, la sua ricerca si concentrò sui LINE, o "elementi nucleotidici a lungo intervallo". Si concentrò su LINE-1, un retrotrasposone trovato nei genomi dei mammiferi e sparso in migliaia di punti del genoma umano: concluse che fosse quindi in grado di muoversi e inserirsi in nuovi punti del DNA cromosomico. Studiò il meccanismo di come LINE-1 si replicasse e disperdesse copie in nuove posizioni nel genoma e scoprì che l'inserimento di questi elementi avrebbe indotto mutazioni nei geni vicini, svolgendo un ruolo nelle malattie genetiche.

### Contributi alla comunità scientifica
Singer fu influente anche nel perfezionamento della politica scientifica. Durante il periodo come co-presidente della Conferenza di Gordon nel 1973, sollevò preoccupazioni sui potenziali effetti sulla salute e sui rischi nel campo relativamente nuovo della tecnologia del DNA ricombinante. Organizzò la conferenza di Asilomar del 1975 proprio allo scopo di riunire gli scienziati per imporre restrizioni e tracciare linee guida sulla ricerca sul DNA ricombinante: raccomandò la ripresa della ricerca sotto caute salvaguardie fino a quando non si fosse saputo di più sui potenziali rischi biologici della tecnologia del DNA ricombinante.
Singer fu anche sostenitrice delle donne e dell'inclusività nella scienza. Scrisse un editoriale su Science sostenendo che le università dovrebbero incoraggiare le donne a perseguire la scienza e l'ingegneria piuttosto che sprecare le loro competenze a causa di pregiudizi non intenzionali contro di loro. Singer presentò anche il progetto "First Light", un programma di educazione scientifica per gli studenti delle scuole elementari di Washington mirante a migliorare l'insegnamento della matematica e delle scienze nelle scuole.
Singer scrisse oltre 100 articoli scientifici e pubblicò diversi libri con il co-autore Paul Berg destinati ad aiutare il pubblico ad avere una migliore comprensione della genetica molecolare, tra cui Genes and Genomes (1991), Dealing with Genes (1993) e George Beadle: An Uncommon Farmer (2003). Nel 2018 pubblicò Blossoms: And the Genes that Make Them, in cui descrisse le ragioni genetiche ed evolutive dello sbocciare dei fiori.

### La morte
Maxine Singer morì a causa di una broncopneumopatia cronica ostruttiva e di un enfisema nella sua casa di Washington, il 9 luglio 2024 all'età di 93 anni.

## Vita privata
Maxine sposò nel 1952 Daniel Singer, un compagno di classe di Swarthmore e laureato in scienze politiche. Ebbero quattro figli: Ellen, Amy, David e Stephanie.